# Gouvernement Kivimäki
République de Finlande
Sunila II  Kallio IV 
Le gouvernement Kivimäki est le 20ème gouvernement de la République de Finlande, qui a siégé 1394 jours du 14 décembre 1932 au 7 octobre 1936.

## Composition
| Premier ministre Toivo Kivimäki                                           | 14.12.1932–7.10.1936                                        | Edistyspuolue               |
| Ministre des Affaires étrangères Antti Hackzell                           | 14.12.1932–7.10.1936                                        | amm. (kok.)                 |
| Vice-Ministre des Affaires étrangères Rolf Witting                        | 30.12.1933–28.2.1936                                        | RKP                         |
| Ministre de la Justice Hugo Malmberg Eric J. Serlachius Emil Jatkola      | 14.12.1932–27.2.1933 27.2.1933–28.2.1936 6.3.1936–7.10.1936 | RKP Edistyspuolue           |
| Ministre de l'Intérieur Yrjö Puhakka                                      | 14.12.1932–7.10.1936                                        | amm. (kok.)                 |
| Ministre de la Défense Arvi Oksala                                        | 14.12.1932–7.10.1936                                        | amm. (kok.)                 |
| Ministre des Finances Hugo Relander                                       | 14.12.1932–7.10.1936                                        | amm.                        |
| Vice-Ministre des Finances Ragnar Furuhjelm Rolf Witting Tyko Reinikka    | 14.12.1932–21.4.1933 21.4.1933–28.2.1936 6.3.1936–7.10.1936 | RKP Maalaisliitto           |
| Ministre de l'Éducation Oskari Mantere                                    | 14.12.1932–7.10.1936                                        | Edistyspuolue               |
| Ministre de l'Agriculture Kalle Jutila Eemil Linna                        | 14.12.1932–25.9.1936 25.9.1936–7.10.1936                    | Maalaisliitto Edistyspuolue |
| Vice-Ministre de l'Agriculture Eemil Linna                                | 19.1.1934–25.9.1936                                         | Edistyspuolue               |
| Ministre des transports et des travaux publics Eemil Linna Erik Koskenmaa | 14.12.1932–25.9.1936 25.9.1936–7.10.1936                    | Edistyspuolue amm.          |
| Vice-Ministre des transports et des travaux publics Erik Koskenmaa        | 17.12.1932–25.9.1936                                        | amm.                        |
| Ministre du Commerce et de l'Industrie Ilmari Killinen Atte Arola         | 30.12.1932–6.3.1936 6.3.1936–7.10.1936                      | Edistyspuolue Maalaisliitto |
| Ministre des Affaires sociales et de la Santé Eemil Hynninen Bruno Sarlin | 14.12.1932–31.12.1935 31.12.1935–7.10.1936                  | Maalaisliitto Edistyspuolue |
| Source:                                                                   |                                                             |                             |